# Rudolf Franz
Rudolf Franz (nascido em 22 de outubro de 1937) é um ex-ciclista alemão que competiu no ciclismo nos Jogos Olímpicos de Verão de 1968.